# Armand Fallières
Clément Armand Fallières (6. november 1841 – 22. juni 1931) var Frankrigs præsident i 1906-13.
Han var også premierminister i 1883.